# Cullberg Ballet
Het Cullberg Ballet (Zweeds: Cullbergbaletten) is een hedendaags dansgezelschap, in 1967 opgericht door de Zweedse choreografe Birgit Cullberg (1908-1999). Het gezelschap is gevestigd in Norsborg (gemeente Botkyrka, Stockholms län) en maakt deel uit van de Riksteatern in Zweden, een groep door de nationale overheid gesubsidieerde theatergezelschappen die als taak hebben het hele land te bedienen. Het Cullberg Ballet heeft een internationale reputatie en treedt veelvuldig op in het buitenland, waaronder minstens vijftien keer in Nederland en diverse malen in België.

## Geschiedenis
Het Cullberg Ballet begon zijn activiteiten op 5 maart 1967 in Stockholms Stadsteater met een programma van twee werken van Birgit Cullberg (Jag är inte du / Fedra en Lekvattnet). Het gezelschap was 's werelds eerste door de staat gefinancierde, het hele jaar door rondreizende dansgezelschap (via Riksteatern) en met een internationale oriëntatie. Het omvatte aanvankelijk acht dansers (later twintig), die allemaal functioneerden als gelijkwaardige "solisten", met hetzelfde salaris, en onder de artistieke leiding van choreograaf Birgit Cullberg en zakelijk manager Giuseppe Carboni. Vanaf het begin stonden buitenlandse tournees op het programma en werd samengewerkt met internationale dansgezelschappen. In 1969-70 werd het gezelschap gekoppeld aan het nieuwe net (TV 2) van Sveriges Television. Daar ontwikkelde Birgit Cullberg de filmtechniek die ze in 1970 gebruikte voor haar tv-ballet Rött vin i grönt glas ("Rode wijn in een groen glas"), die in 1971 de Prix Italia won. Met behulp van de chromakeytechniek werden de dansers gefilmd met de ene camera, terwijl de andere camera de achtergrondbeelden van het ballet filmde.
Het gezelschap heeft zijn wortels in het klassieke ballet, van waaruit steeds nieuwe wegen in de moderne dans worden ingeslagen. Birgit Cullberg creëerde tientallen werken voor het Cullberg Ballet. Haar zoon Mats Ek, die vanaf 1973 verbonden was aan het gezelschap, maakte in 1976 zijn eerste stuk voor het Cullberg Ballet, Kalfaktorn, en een jaar later Soweto (met zijn 69-jarige moeder als een van de dansers). Daarnaast choreografeerde hij nieuwe interpretaties van klassieke balletten zoals Giselle (meer dan 300 keer uitgevoerd in 28 landen), Het zwanenmeer (met mannelijke dansers), Carmen en De schone slaapster. Vanaf 1978 assisteerde Ek zijn moeder bij de artistieke leiding van het gezelschap en van 1985 tot 1993 was hij artistiek directeur. Naast Cullberg en Ek zijn er diverse andere (internationale) gastchoreografen, die originele werken voor het ensemble hebben gemaakt.
In 1989 verhuisde het Cullberg Ballet van het pand aan de Jungfrugatan in het centrum Stockholm naar het Riksteaterngebouw in Norsborg, Botkyrka, circa 25 km ten zuidoosten van Stockholm.

## Artistieke leiding
- 1967–1985: Birgit Cullberg
- 1985–1993: Mats Ek
- 1993–1995: Carolyn Carlson
- 1995–2003: Lena Wennergren-Juras en Margareta Lidström
- 2003–2009: Johan Inger
- 2009–2013: Anna Grip
- 2014–2022: Gabriel Smeets[3]
- 2022–: Kristine Slettevold

## Huis- en gastchoreografen
- Birgit Cullberg
- Mats Ek
- Johan Inger
- Alexander Ekman
- Stijn Celis
- Sidi Larbi Cherkaoui
- Jiri Kylian
- Ohad Naharin
- Nacho Duato
- Per Jonsson
- Crystal Pite
- Benoît Lachambre
- Édouard_Lock
- Tilman O'Donnell
- Melanie Mederlind
- Jefta van Dinther
- Eszter Salamon
- Trajal Harrell
- Cristian Duarte
- Deborah Hay

- Gemeinsame Normdatei: 5061447-2
- International Standard Name Identifier: 0000 0001 0943 1710
- Library of Congress Control Number: no2003106228
- Nationale Bibliotheek van Israël: 987007408417705171
- Système universitaire de documentation: 167708228
- Trove: 1449617
- Virtual International Authority File: 137435873